# Chlorek 4-bromobenzenosulfonylu
Chlorek 4-bromobenzenosulfonylu – organiczny związek chemiczny z grupy chlorków sulfonylowych. Otrzymywany w reakcji 4-bromobenzenosulfonianu sodu z pentachlorkiem fosforu. Jest wykorzystywany do wprowadzania grupy brosylowej jako grupy ochronnej dla amin, jak również do otrzymywania sulfonamidów, estrów sulfonianowych i karbodiimidów.